# Cladochorista belmontensis
Cladochorista belmontensis is een fossiele soort schietmot uit de familie Cladochoristidae.